# Баланджары
Баланджары (беленджер, беренджер, баранджар) — средневековый кочевой народ неизвестного происхождения, возможно, родственный булгарам, а также одноимённый город, страна и река на Кавказе к северу от Дербента. Множественность этнонимов, которыми средневековые авторы обозначали население этой части Предкавказья, не всегда позволяет с уверенностью отделить его от других этнополитических объединений и судить о его численности.

## История
Впервые упоминается у Табари в 560-е годы вместе с аланами, абхазами и бранджарами (булгарами?). Между 566 и 571 покорены Западно-Тюркским каганатом, затем в составе его наследника — Хазарского каганата.
Неудачным штурмом крепости Беленджер в 652/653 годах ознаменовалось начало арабской экспансии на Кавказе, вылившейся в длительное арабо-хазарское противоборство, во время которого баланджары всегда выступают как союзники хазар. Город Беленджер по одним данным становится столицей Хазарии, однако по другим (вероятно, более точным) сохраняет известную самостоятельность и собственного правителя — сахиба. Как минимум трижды: в 722, 732/733 и 737 годах арабы брали город штурмом, что вынудило хазар перенести центр своей активности в более северный Семендер, а затем в Нижнее Поволжье.
Некоторое количество баланджар было поселено на территории современного Азербайджана, напоминанием о них, возможно, является один из районов близ Баку — Баладжары.
Религия баланджаров была языческой, имеющей параллели в общетюркской ритуальной практике. Об этом можно судить по красноречивому эпизоду, когда они сохранили останки убитого ими в 652/653 арабского полководца Салман ибн-Раби и использовали их как магическое средство для вызова дождя.
После 737 года данные о баланджарах как этносе исчезают, что, вероятно, означает их упадок и ассимиляцию хазарами. Группа со схожим названием — баранджар численностью 5000 человек известна позже среди племён Волжской Булгарии.
В арабских средневековых генеалогиях Баланджар считался сыном Иафета.